# Натальинский (Новосибирская область)
Ната́льинский — посёлок в Каргатском районе Новосибирской области. Входит в состав Верх-Каргатского сельсовета. 

## География
Площадь посёлка — 31 гектар. 

## Население
| 2002 | 2007 | 2010 |
| ---- | ---- | ---- |
| 114  | ↘74  | ↗92  |

## Инфраструктура
В посёлке по данным на 2007 год функционируют 1 учреждение здравоохранения, 1 образовательное учреждение.